# Romerlys
 Der er for få eller ingen kildehenvisninger i denne artikel, hvilket er et problem. Du kan hjælpe ved at angive troværdige kilder til de påstande, som fremføres i artiklen.

Romerlys er fyrværkeri som skyder små ildkugler op.
Romerlyset er i dag lavet af et paprør (tidligere bambusrør).
Romerlyset virker ved, at man tænder en lunte i toppen af røret, som langsomt brænder ned gennem røret.
I røret ligger flere lag: 'stjerner' (ildkuglen), riffelkrudt (en form for sortkrudt) og et mellemlag, der holder lagene på plads i røret og sikrer, at gløder ikke antænder næste lag for tidligt.
Romerlys skyder udelukkende ildkugler i modsætning til et bomberør, som udskyder små bomber.
Romerlys blev tidligere brugt af militæret, dels til at kortvarigt oplyse et mindre område, dels til at signalere med, da man ved fremstilling af romerlyset kan pakke "stjernerne" i forskellige farver og antal kan opnå en farvekode, som kan ses på stor afstand – især i mørke, hvor signalering tidligere var et stort problem.